# Enshin
Enshin Karate (jap. właśc. 円心会館  Enshin-kaikan) – nazwa organizacji karate uprawiającej styl walki stworzony przez kanchō Jōkō Ninomiyę. Wywodzi się z kyokushin karate oraz bezpośrednio z ashihara karate. 

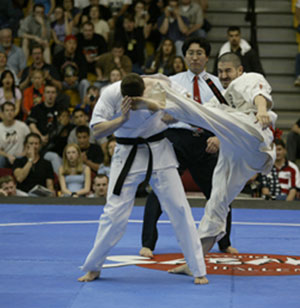

Główną cechą odróżniającą od innych stylów jest występowanie sabaki (tai-sabaki - ruch ciała polegający na zwrotach i obrotach wokół własnej osi), ataków na boki przeciwnika oraz odejście od zasady cios za cios.
Stosowane są techniki pochodzące z judo (chwyty, rzuty, podcięcia) oraz z aikido (zejścia).
Przewodniczącymi Enshin Karate w Polsce są Branch Chief (Dyrektor Oddziału):
- sensei Łukasz Stankiewicz (5 dan, 5-krotny Mistrz Świata, wielokrotny Mistrz Europy Enshin Karate)

- sensei Daniel Jankowski (4 dan, wyróżniony nagrodą specjalną Sabaki Challenge Spirit)

Enshin jest systemem walki, opartym na technice zwrotów i obrotów ciała (zarządzanie ciałem), pozwalającej na użycie siły przeciwnika i odwróceniu jej przeciwko niemu. Ta strategia, zwana sabaki, umożliwia zamianę defensywy w ofensywę.

## Znaczenie słowaenshin
Słowo enshin oznacza centrum (środek) okręgu. Jest ono złożone z dwóch znaków: en - okrąg; shin - serce, umysł, duch, ale także centrum, jądro. Użycie tych znaków uosabia ducha Enshin Karate.
Krąg, w rozumieniu organizacji Enshin Karate, reprezentuje silne więzy jednoczące ćwiczących. Siła tej organizacji zależy od zdolności i umiejętności każdego z jej członków. Okrąg jest symbolem idei, że droga karate nigdy się nie kończy, trwa przez całe życie. 
Okrąg jest esencją strategii i sposobu poruszania się w walce. Ważny jest ruch obrotowy, który pozwala na zejście z linii ciosu i przyjęcie pozycji do odparcia ataku. 
Ten nieskończony stan jest źródłem motywacji i przypomina, że perfekcja jest celem, nawet jeśli nie może zostać osiągnięta. Środkowy pierścień w logo reprezentuje cykl, który jest zarówno esencją treningów, jak i życia. Trening zaczyna się od białego pasa, przechodzi kolejno poprzez ciemniejsze, aż do czarnego pasa, który nie jest końcem, ale początkiem nowej drogi, nowych wyzwań. Również w życiu, każdy sukces może okazać się początkiem drogi do jeszcze większego osiągnięcia.

Jeśli wspinasz się na jakąś górę, musisz ciężko pracować, aby dojść na szczyt, ale jeśli już wejdziesz na samą górę i rozejrzysz się wokół, 

to zobaczysz, że jest jeszcze wiele szczytów do zdobycia.